# 8151 Andranada
8151 Andranada este un asteroid din centura principală de asteroizi.

## Descriere
8151 Andranada este un asteroid din centura principală de asteroizi. A fost descoperit pe 12 august 1986 la Observatorul de Astrofizică din Crimeea de Liudmila Juravliova. El prezintă o orbită caracterizată de o semiaxă mare de 2,25 ua, o excentricitate de 0,16 și o înclinație de 4,2° în raport cu ecliptica.